# Microchirus wittei
Microchirus wittei és un peix teleosti de la família dels soleids i de l'ordre dels pleuronectiformes que es troba a les costes de l'atlàntic oriental (des del Senegal fins a Ghana).